# Geismar (Frankenberg)

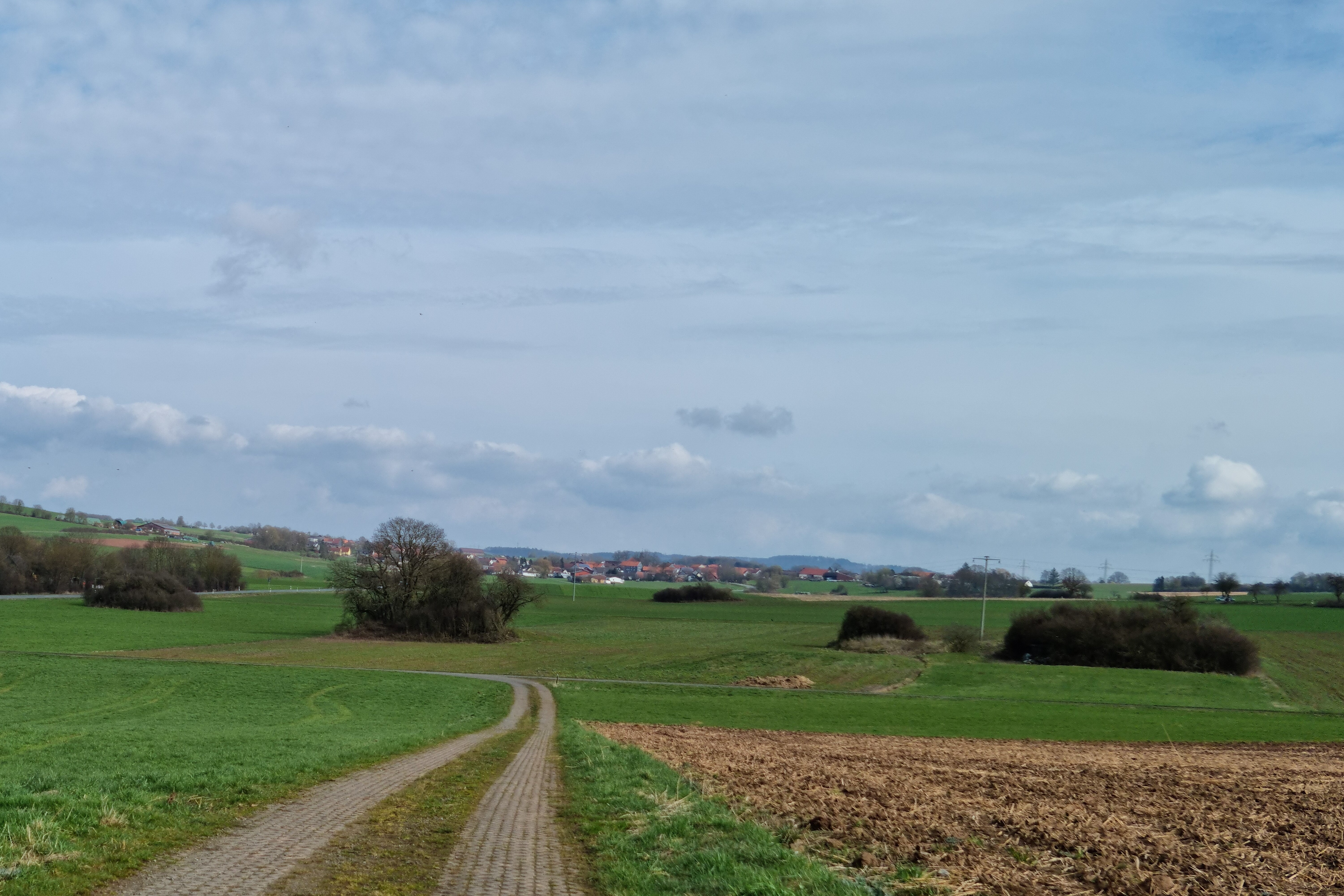
Geismar von Westen aus betrachtet

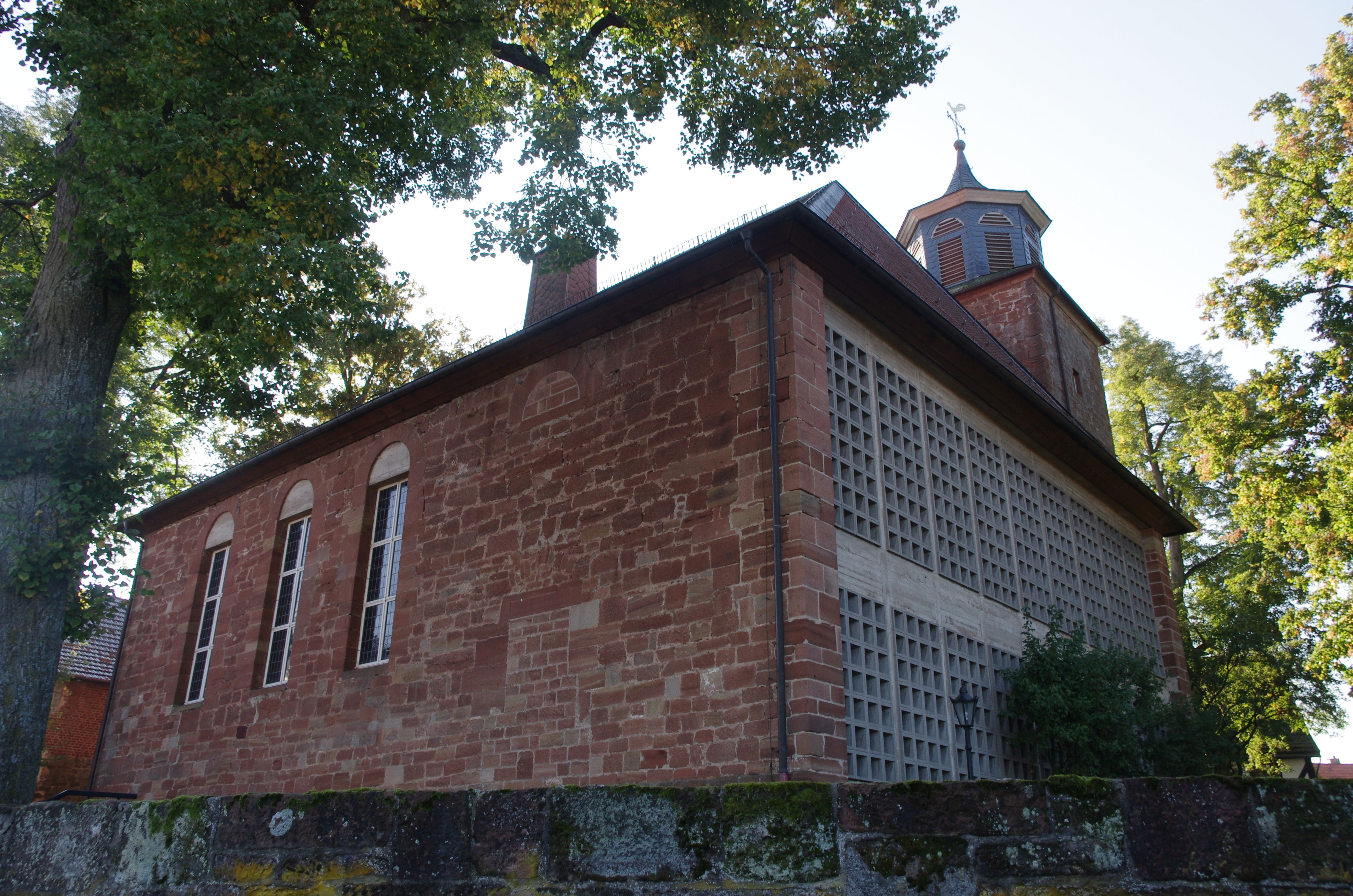
Die Kirche

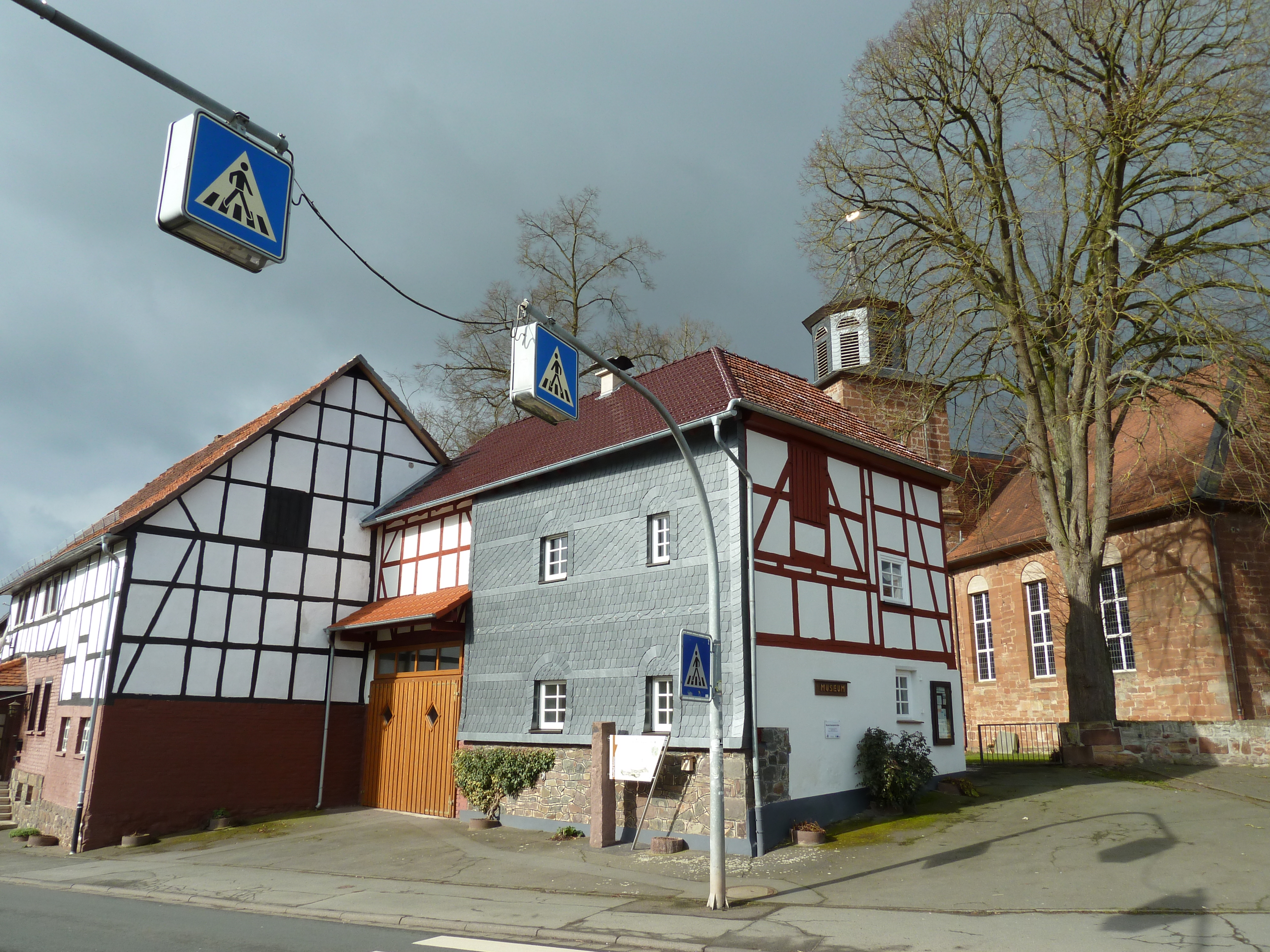
Museum Geismar

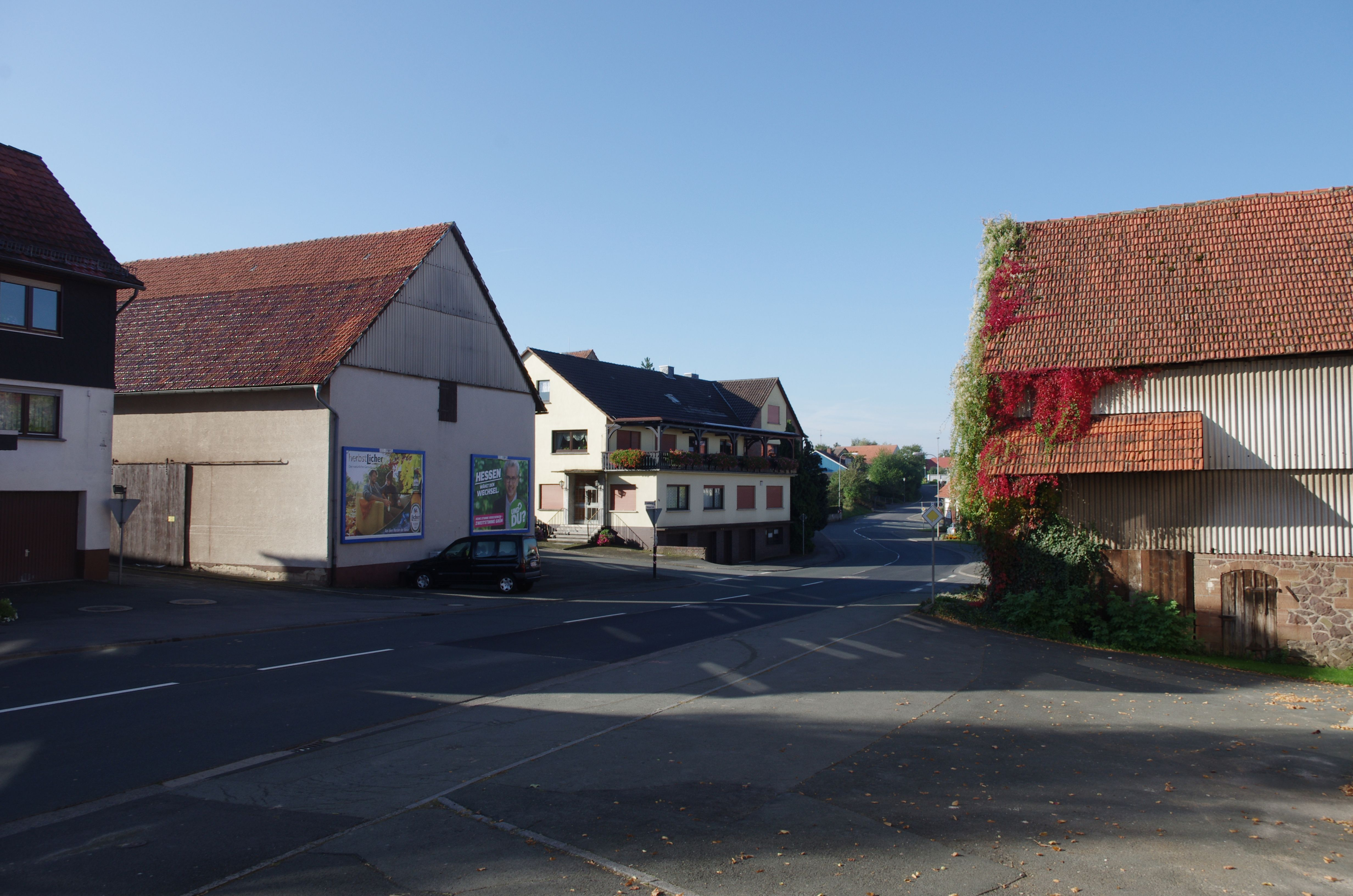
Die Wildunger Straße

Geismar ist ein Stadtteil von Frankenberg (Eder) im nordhessischen Landkreis Waldeck-Frankenberg.
Durch den Ort verläuft die B 253, am südlichen Ortsrand verläuft die Landesstraße 3332.

## Geschichte
Die älteste bekannte schriftliche Erwähnung von Geismar erfolgte im Jahr 1196 unter dem Namen Geismaria in einer Urkunde des Erzbistums Mains. Damit gehört Geismar zu den ältesten Siedlungen im Altkreis Frankenberg.
Am 1. Juli 1971 wurde die bis dahin selbständige Gemeinde Geismar im Zuge der Gebietsreform in Hessen auf freiwilliger Basis in die Stadt Frankenberg (Eder) (damalige Schreibweise Frankenberg-Eder) eingegliedert. Für den Geismar wurde, wie für die übrigen Stadtteile, ein Ortsbezirk mit Ortsbeirat und Ortsvorsteher nach der Hessischen Gemeindeordnung eingerichtet.

## Bevölkerung
Einwohnerstruktur 2011
Nach den Erhebungen des Zensus 2011 lebten am Stichtag dem 9. Mai 2011 in Geismar 948 Einwohner. Darunter waren 9 (0,9 %) Ausländer. Nach dem Lebensalter waren 171 Einwohner unter 18 Jahren, 408 zwischen 18 und 49, 192 zwischen 50 und 64 und 177 Einwohner waren älter. Die Einwohner lebten in 399 Haushalten. Davon waren 96 Singlehaushalte, 129 Paare ohne Kinder und 132 Paare mit Kindern, sowie 36 Alleinerziehende und 6 Wohngemeinschaften. In 84 Haushalten lebten ausschließlich Senioren und in 261 Haushaltungen lebten keine Senioren.
Einwohnerentwicklung
- 1577: 67 Hausgesesse[1]
- 1747: 101 Haushaltungen[1]

| Geismar: Einwohnerzahlen von 1834 bis 2016 | Geismar: Einwohnerzahlen von 1834 bis 2016 | Geismar: Einwohnerzahlen von 1834 bis 2016 | Geismar: Einwohnerzahlen von 1834 bis 2016 | Geismar: Einwohnerzahlen von 1834 bis 2016 |
| --- | ------------------------------------------ | ------------------------------------------ | ------------------------------------------ | ------------------------------------------ |
| Jahr |                                            |                                            |                                            | Einwohner                                  |
| 1834 | 1834                                       |                                            | 774                                        | 774                                        |
| 1840 | 1840                                       |                                            | 801                                        | 801                                        |
| 1846 | 1846                                       |                                            | 813                                        | 813                                        |
| 1852 | 1852                                       |                                            | 782                                        | 782                                        |
| 1858 | 1858                                       |                                            | 725                                        | 725                                        |
| 1864 | 1864                                       |                                            | 733                                        | 733                                        |
| 1871 | 1871                                       |                                            | 679                                        | 679                                        |
| 1875 | 1875                                       |                                            | 668                                        | 668                                        |
| 1885 | 1885                                       |                                            | 658                                        | 658                                        |
| 1895 | 1895                                       |                                            | 635                                        | 635                                        |
| 1905 | 1905                                       |                                            | 644                                        | 644                                        |
| 1910 | 1910                                       |                                            | 678                                        | 678                                        |
| 1925 | 1925                                       |                                            | 651                                        | 651                                        |
| 1939 | 1939                                       |                                            | 679                                        | 679                                        |
| 1946 | 1946                                       |                                            | 973                                        | 973                                        |
| 1950 | 1950                                       |                                            | 997                                        | 997                                        |
| 1956 | 1956                                       |                                            | 890                                        | 890                                        |
| 1961 | 1961                                       |                                            | 885                                        | 885                                        |
| 1967 | 1967                                       |                                            | 886                                        | 886                                        |
| 1980 | 1980                                       |                                            | ?                                          | ?                                          |
| 1991 | 1991                                       |                                            | 992                                        | 992                                        |
| 2005 | 2005                                       |                                            | 1.002                                      | 1.002                                      |
| 2011 | 2011                                       |                                            | 948                                        | 948                                        |
| 2016 | 2016                                       |                                            | 942                                        | 942                                        |
| Datenquelle: Historisches Gemeindeverzeichnis für Hessen: Die Bevölkerung der Gemeinden 1834 bis 1967. Wiesbaden: Hessisches Statistisches Landesamt, 1968. Weitere Quellen: ; Stadt Frankenberg (Eder):; Zensus 2011 |                                            |                                            |                                            |                                            |

Historische Religionszugehörigkeit
| • 1895: | 640 evangelische (= 97,26 %), zwei katholische (= 0,30 %), 16 anderes christliche-konfessionelle (= 2,43 %) Einwohner |
| • 1961: | 796 evangelische (= 89,94 %), 78 katholische (= 8,81 %) Einwohner                                                     |

## Politik
Der Ortsbezirk Geismar besteht aus dem Gebiet der ehemaligen Gemeinde Geismar. Der Ortsbeirat besteht aus sieben Mitgliedern. Seit den Kommunalwahlen 2021 gehören ihm zwei Mitglieder der CDU und fünf fraktionslose Mitglieder an. Ortsvorsteher ist Stefan Scholl (CDU).

## Kultur und Sehenswürdigkeiten
- 2008 wurde zum zweiten Mal in Geismar ein Hundeschlitten-Rennen ausgetragen.
- Zwischen Frankenberg und Geismar kann man heute noch stark bewachsene Abraumhalden sehen, die vom Abbau des Kupfermergels zwischen 1590 und 1818 zeugen.
- Der örtliche TSV Geismar ist mit seiner ersten Fußballmannschaft nach dem Aufstieg 2017 in der Frankenberger Kreisliga A vertreten, die erste Tischtennismannschaft spielt in der Kreisliga.
- Die örtliche Landjugendgruppe ist bei Folklorefesten wie der Europeade in ganz Europa aktiv.
- Weiter tragen die Freiwillige Feuerwehr, der Schützenverein, der Museumsverein, der Männergesangverein und der Kirchenchor zum aktiven Leben in der Dorfgemeinschaft bei.
- Das Museum Geismar wurde vom Heimat- und Kulturverein Geismar e.V. in ehrenamtlicher Arbeit errichtet. Der Ausstellungsschwerpunkt liegt auf dem Kupfer- und Silberbergbau bei Geismar.

## Infrastruktur
- Den öffentlichen Personennahverkehr stellen ein Anrufsammeltaxi sowie eine Busanbindung sicher.
- Im Ort gibt es eine Grundschule.